# Lexington (Geórgia)
Lexington é uma cidade localizada no estado americano de Geórgia, no Condado de Oglethorpe.

## Demografia
Segundo o censo americano de 2000, a sua população era de 239 habitantes.
Em 2006, foi estimada uma população de 236, um decréscimo de 3 (-1.3%).

## Geografia
De acordo com o United States Census Bureau tem uma área de 1,4 km², dos quais 1,4 km² cobertos por terra e 0,0 km² cobertos por água. Lexington localiza-se a aproximadamente 202 m acima do nível do mar.

## Localidades na vizinhança
O diagrama seguinte representa as localidades num raio de 24 km ao redor de Lexington.